# Tereza Brodská

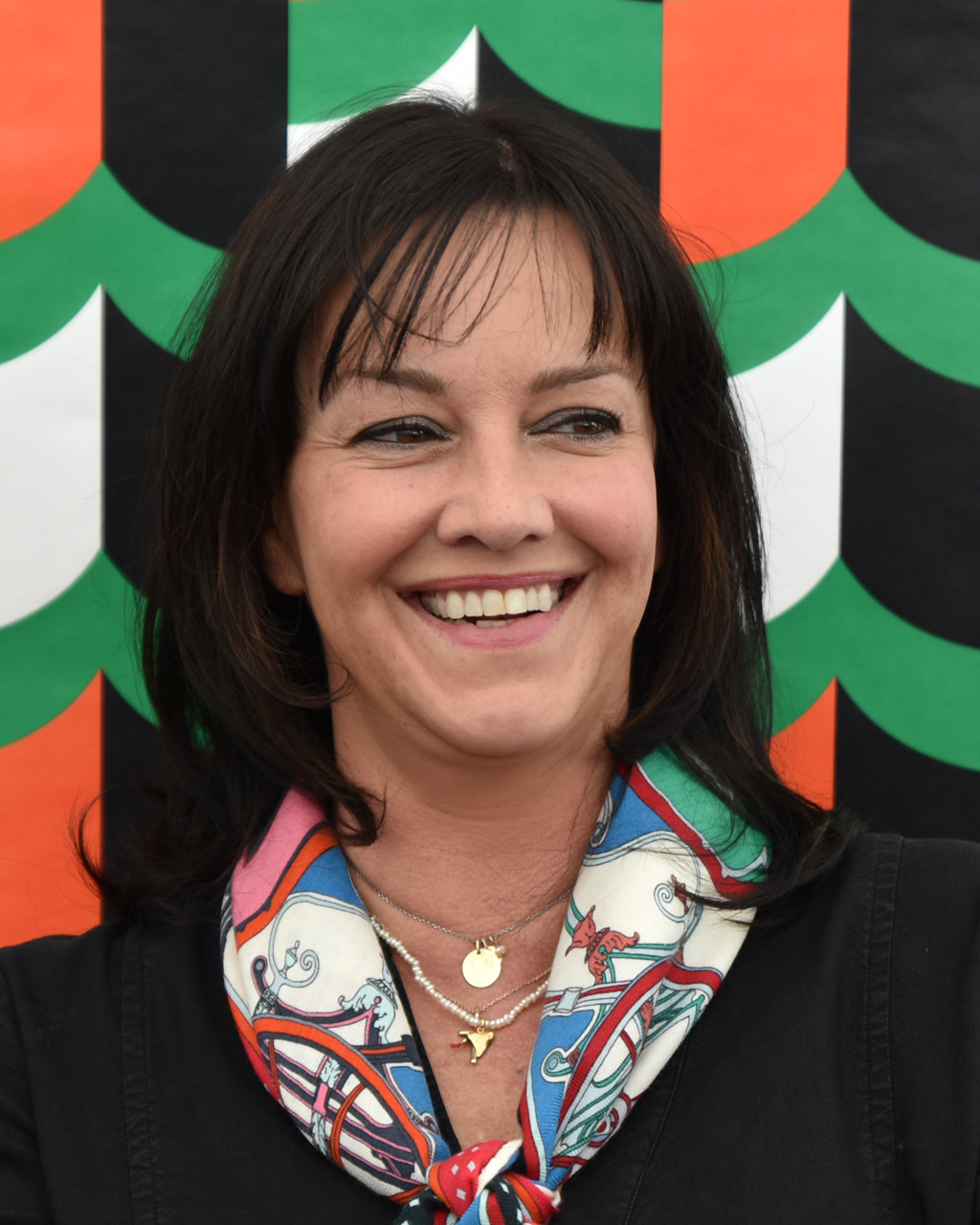
Tereza Brodská, 2022

Tereza Brodská (* 7. Mai 1968 in Prag) ist eine tschechische Schauspielerin.

## Leben
Brodskás Eltern sind Vlastimil Brodský und Jana Brejchová, die beide zu den bekanntesten tschechischen Film- und Fernsehstars gehören. Ihre erste Kinderrollen hatte sie in den Filmen Ať žijí duchové! (1977), wo sie an der Seite ihres Vaters spielte und in dem tschechoslowakischen Science-fiction-/Fantasyfilm Slečna Golem, in dem ihre Mutter mitwirkte.
Die Schauspielerin wurde einem breiten Publikum bekannt durch ihre Rolle in der Filmkomödie Konec básníků v Čechách und in den letzten Jahren durch die Mitwirkung in der Fernsehserie Ulice. Doch auch auf der Theaterbühne ist sie tätig. Sie war engagiert im Divadlo Josefa Kajetána Tyla in Plzeň, im Činoherní klub in Prag sowie ebenda im Divadlo Na zábradlí. 1995 erhielt sie für die Rolle der Klára im Film Má je pomsta den Filmpreis Český lev. Weniger bekannt ist ihre Darstellung einer jungen Frau in dem Film Vlastně se nic nestalo von Evald Schorm, in dem die Rolle ihrer Mutter von ihrer tatsächlichen Mutter übernommen wurde.

## Filmografie (Auswahl)
- 1977: Unsere Geister sollen leben! (Ať žijí duchové!)
- 1979: Der Katzenprinz (Kočičí princ)
- 1988: Neuralgische Punkte (Citlivá místa)
- 1993: Das Ende der Dichter in Böhmen (Konec básníku v Cechách)
- 1997: Rumpelstilzchen & Co. (Rumplcimprcampr)
- 1999: Alle meine Lieben (Vsichny moji bliczi)
- seit 2005: Ulice (Fernsehserie)
- 2010: Die Deutschen